# Йордан Йорданов (архитект)
Вижте пояснителната страница за други личности с името Йордан Йорданов.
Йордан Димитров Йорданов, познат и като Юрдан Юрданов е български архитект.

## Биография
Роден е на 28 октомври 1888 г. в Сливен. През 1911 г. завършва архитектура в Мюнхенската политехника. От 1911 до 1915 г. работи в Главна дирекция на жп и пристанищни строежи. През 1915 г. постъпва в Школата за запасни офицери в Княжево и по време на Първата световна война е изпратен на фронта. Награден е с два войнишки и един офицерски „Кръст за храброст“. След демобилизацията се връща на работа в Главна дирекция на жп и пристанищни строежи. В периода 1920 – 1948 г. работи на частна практика в сътрудничество с архитект Сава Овчаров. Избиран е за подпредседател на Българското инженерно-архитектурно дружество и за редактор на списанието, което то издава. През 1931 – 1933 г. е председател на Дружеството на българските архитекти.
Проектира Българския павилион на Световното изложение в Париж през 1937 г., музея в Самоков (1938), а съвместно с архитект Сава Овчаров – Културния дом на правниците (1928) и Учителската каса (1936) в София, Общинския дом в Сливен (1931), Пощенската палата в Пловдив (1937), Търговско-индустриалната камара в Бургас (1936 – 1937), както и жилищни сгради. В периода 1948 – 1950 г. е директор е на първата държавна проектантска организация в България – Проектантска организация по градоустройство и регулация.
Старши научен сътрудник е в Института по теория и история на градоустройството и архитектурата в Българска академия на науките. От 1950 до 1959 г. е ръководител на експериментално ателие, в което се разработват проблемите на обществените сгради. Умира на 26 януари 1969 г.